# NGC 4737
NGC 4737 ist eine 14,3 mag helle Spiralgalaxie mit aktivem Galaxienkern vom Hubble-Typ S im Sternbild Jagdhunde am Nordsternhimmel. Sie ist schätzungsweise 310 Millionen Lichtjahre von der Milchstraße entfernt und hat einen Durchmesser von etwa 80.000 Lichtjahren.
Das Objekt wurde am 12. Januar 1786 von Wilhelm Herschel mit einem 18,7–Zoll–Spiegelteleskop entdeckt, der sie dabei mit „eF, vS, pmE“ beschrieb.